# チェロソナタ (リヒャルト・シュトラウス)
チェロソナタ ヘ長調（Sonate in F dur für Violoncello und Pianoforte）作品6は、リヒャルト・シュトラウスが作曲したチェロとピアノのためのソナタである。シュトラウスによるチェロソナタはこの作品が唯一のものであるが、この他に1883年に作曲されたチェロと管弦楽のための『ロマンス』がある（後述）。

## 概要
当時18歳のシュトラウスがミュンヘン大学に入学した頃、1882年から翌1883年にかけて作曲された。シュトラウスはチェロの音を好んでいたが、作曲の契機となったのは、当時ミュンヘン宮廷管弦楽団の首席チェロ奏者を務めていたハンス・ヴィーハンとの出会いがきっかけであるといわれる。ヴィーハンは1881年に『弦楽四重奏曲』の初演に参加しており、シュトラウスとはその時から親しく交友していた仲であった。
初演は1883年12月8日にニュルンベルクで、ヴィーハンのチェロ、ヒルデカルト・フォン・ケーニヒスタールのピアノによって行われた。演奏家や聴衆からは好評を博し、これに自信を持ったシュトラウスは1883年に下記の『ロマンス』を作曲するに至った。
楽譜は1883年10月にミュンヘンのヨーゼフ・アイプル社から出版されたが、のちにウィーンのウニヴェルザール出版社に版権が移っている。作品は初演者のヴィーハンに献呈されている。

## 構成
以下の3楽章からなり、演奏時間は約24分。ルートヴィヒ・ヴァン・ベートーヴェンやフェリックス・メンデルスゾーン、ヨハネス・ブラームスらの先輩作曲家からの影響が多くみられる。
第1楽章 アレグロ・コン・ブリオ
ヘ長調、4分の3拍子。ソナタ形式による。第1主題はピアノによる和音とピアノの分散和音の上でチェロが抒情的に奏す旋律の2つで構成される。展開部は第1主題のピアノの音型で開始され、直後にピアノによる小結尾の主題とチェロによる第1主題の断片が結合させる。結尾は第1主題に基づいたもの。
第2楽章 アンダンテ・マ・ノン・トロッポ
ニ短調、4分の2拍子。3部形式による。メンデルスゾーンの『無言歌』風の楽章で、ロマン的な作風が濃く表出している。
第3楽章 フィナーレ．アレグロ・ヴィーヴォ
ヘ長調、8分の6拍子。ソナタ形式による。元々アレグロ（4分の3拍子）の楽章であったが、これを差し替えて現在のものに改めている。軽快な第1主題で始まり、経過部は第1主題の動機を含めたチェロの旋律による。結尾は第1主題によるもので、力強く終える。なお、シュトラウスは本作の作曲中にバイロイトへ赴いており、リヒャルト・ワーグナーの『パルジファル』から第2幕の和声法が引用されている。

## ロマンス ヘ長調 AV.75
ロマンス ヘ長調（Romance in F）は、上記のチェロソナタが完成した1883年に作曲された、チェロと管弦楽のための作品である。同年の6月27日に完成され、初演は1884年2月15日にバーデン＝バーデンにてヴィーハンによって行われた。これ以降フライブルクやアーヘンなどで演奏されているが、出版はされなかった。そのため、作品は1980年に再発見されるまで忘れられていた。後にシュトラウスはこの作品を緩徐楽章として使用し、チェロ協奏曲に仕上げようと試みたが、自身のオーケストレーションに不満を感じたため、これを没にした。
現在では管弦楽伴奏版による演奏はほとんど行われず、もっぱらピアノ伴奏による版で演奏される。

### 構成
- アンダンテ・カンタービレ、ヘ長調、8分の3拍子。演奏時間は約10分。

## 参考資料
- 『作曲家別名曲解説ライブラリー9 R.シュトラウス』（音楽之友社）
- 『R.シュトラウス/ドヴォルザーク:チェロ作品集』解説書（ミッシャ・マイスキー〈チェロ〉、パーヴェル・ギリロフ〈ピアノ〉、DG）
- 『R.シュトラウス:バレエ音楽集、他』解説書（若杉弘、東京都交響楽団、藤原真理〈チェロ〉、DENON）